# Sanbo kyodan
Sanbo Kyodan is een Japanse Zen-school, die na de Tweede Wereldoorlog werd opgericht uit onvrede met de staat van het boeddhisme in Japan.

## Betekenis van de naam Sanbo Kyodan
Sanbo betekent De drie juwelen: de Boeddha, de dharma, en de sangha. Kyodan betekent religieuze organisatie. De term "drie juwelen" komt terug in de titel van Philip Kapleaus De drie pijlers van Zen.

## Geschiedenis
De Sanbo Kyodan werd in 1954 opgericht door Yasutani Roshi, uit onvrede met de staat van Soto-Zen in Japan. De nadruk lag hierin op ceremonies, niet op het zoeken naar inzicht in het ware zelf.
De tweede abt was Yamada Kôun Roshi, die in 1970 de leiding overnam. Van 1989 tot 2004 was Kubota Ji'un Roshi abt. Sinds 2004 wordt de Sanbo Kyodan geleid door Yamada Ryôun Roshi.

## Leerstijl
Yasutani roshi was een soto-monnik, maar integreerde Rinzai koan-onderricht in zijn lesstijl. De nadruk ligt op kensho, inzicht in de eigen ware aard, en mujodo no taigen, uitdrukking van dit inzicht in de dagelijkse leven.

## Invloed
De Sanbo Kyodan heeft een grote invloed gehad in het westen, met name door Philip Kapleau en Robert Aitken. Maar ook de Duitse pater Hugo M. Enomiya Lassalle was een student en leraar in de Sanbo Kyodan. De invloed loopt verder via Maezumi roshi, die dharma-overdracht heeft ontvangen van Yasutani roshi. Bekende leerlingen van Maezumi zijn Bernie Glassmann, en Genpo roshi, de leraar van Nico Tydeman. Peter Matthiessen beschreef zijn ervaringen met Zen in Nine-headed Dragon River.

## Kritieken
Yasutani heeft na de Tweede Wereldoorlog kritiek ontvangen vanwege zijn steun voor het Japanse nationalisme en militarisme. Naar aanleiding van het boek "Zen at War", en de ophef die dit veroorzaakte, bood de Sanbô Kyôdan in 1990 publiekelijk excuses aan voor de rol die Yasutani Roshi, de oprichter van Sanbô Kyôdan, heeft gespeeld in het ondersteunen van de Japanse oorlogsinspanningen.

## Lineage van Haku'un Yasutani

### Leraren
Dharma-overdracht ontvangen van:
- Harada Sogaku roshi

### Leerlingen
Dharma-overdracht verleend aan:
- Taizan Maezumi
- Yamada Koun

Overige leerlingen:
- Philip Kapleau

## Verder lezen
- Kapleau, Philip (1980), De drie pijlers van Zen. Deventer: Ankh-Hermes
- Matthiesen, Peter (1986), Nine-headed Dragon River.